# Općina Bled
Općina Bled (slo.:Občina Bled) je općina u sjevernoj Sloveniji u pokrajini Gorenjskoj i statističkoj regiji Gorenjskoj. Središte općine je grad Bled s 5.252 stanovnika. Prema popisu stanovništva iz 2001. godine najzastupljeniji jezik je slovenski kojim govori 9.953 (91,3%) stanovnika, hrvatskim 164 (1,5%) i srpskohrvatskim 150 (1,4%) stanovnika.

## Zemljopis
Općina Bled nalazi se na sjeverozapadu Slovenije. Zapadni dio općine se nalazi usred planinskog masiva Julijskih Alpa. U istočnom dijelu općine nalazi se Bledsko jezero s prijezerskom ravnicom. Tu se Sava Dolinka i Sava Bohinjka spajaju i tvore rijeku Savu. Područje jezera i okolice je niže i pogodno za život i tu su smještena sva naselja općine.
U nižim dijelovima općine vlada umjereno kontinentalna klima, dok u višim vlada njena oštrija, planinska varijanta.
Glavna voda u općini je Bledsko jezero, drugo najveće prirodno jezero u Sloveniji. Od vodotoka važne su Sava Dolinka i Sava Bohinjka, koje ovdje tvore rijeku Savu. Svi ostali manji vodotoci su pritoke jezera ili ovih rijeka.

## Naselja u općini
Bled, Bodešče, Bohinjska Bela, Koritno, Kupljenik, Obrne, Ribno, Selo pri Bledu, Slamniki, Zasip

## Vanjske poveznice
- Službena stranica općine